# Maria Verelst

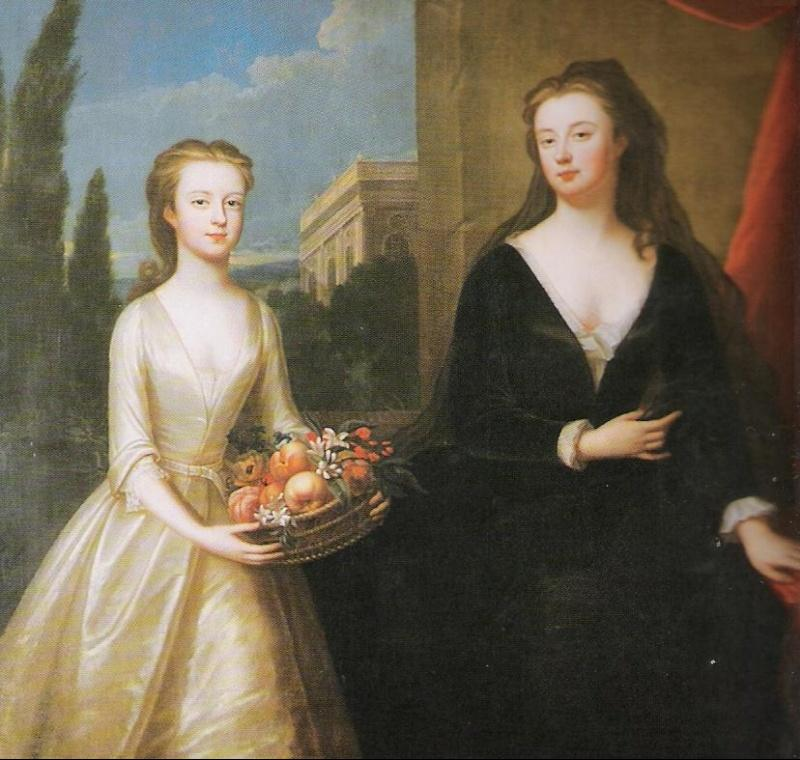
Portret van de hertogin van Marlboro en Lady Diana Spencer

Maria Verelst (Wenen, 1680 - Londen, 1744) was een Engels kunstschilderes met Nederlandse wortels. Zij vervaardigde portretten en miniaturen en stond bekend om haar talenkennis.
Maria Verelst maakt deel uit van een omvangrijk Nederlands kunstenaarsgeslacht. Zij was een dochter van Herman en de zuster van Cornelis Verelst. Haar ooms waren Simon en Johannes Verelst, zoons van stamvader Pieter Hermansz. Verelst. Ook haar neef William Verelst behoorde tot het kunstenaarsgeslacht.